# لی بلکبرن
لی بلکبرن (انگلیسی: Lee Blackburn؛ زادهٔ ۱ اکتبر ۱۹۸۵) بازیکن فوتبال اهل بریتانیا است.
از باشگاه‌هایی که در آن بازی کرده‌است می‌توان به باشگاه فوتبال کمبریج یونایتد اشاره کرد.